# Cercle de la librairie
Fondé en 1847, le Cercle de la librairie est le syndicat patronal français des industries du livre. C'est aussi le nom donné au bâtiment situé au 117 boulevard Saint-Germain, à Paris, qui abritait traditionnellement son siège social, et qui n'est plus utilisé aujourd'hui directement par le syndicat et ses filiales.

## Histoire
Le Cercle de la librairie est fondé le 5 mai 1847, à l'initiative du libraire-éditeur parisien Jules-Joseph Hébrard, avec pour objectif de fédérer l'ensemble des professionnels des industries du livre. Cependant, les libraires dominent l'association, qui compte à sa création 119 membres dont 68 libraires.
Les premiers présidents sont  Jean-Baptiste Baillière, éditeur de médecine, et Ambroise Firmin-Didot, imprimeur et éditeur.
En 1856, le Cercle rachète à Pillet la Bibliographie de la France, qui paraissait depuis 1811.
En 1864, Louis Hachette devient président du Cercle et engage une réforme interne. Il crée en particulier une bibliothèque professionnelle qui s'enrichit très rapidement de nombreux dons. Il décide également la construction du nouveau siège boulevard Saint-Germain, édifié par Charles Garnier qui vient de terminer la construction de l'Opéra. Le bâtiment comprend une rotonde surplombée d'un dôme, un escalier à double révolution desservant une bibliothèque, un salon de jeux desservant une salle de billard et une salle des fêtes destinée à des expositions. Inauguré le 4 décembre 1879, ce nouveau local permet, à partir de 1880, d'organiser chaque année une exposition présentant l'histoire et l'actualité de la typographie et de l'imprimerie. Le Cercle participe aussi à plusieurs expositions universelles.
En 1864, Louis Hachette projette l'installation d'une bibliothèque technique, ainsi que la construction d'un immeuble destiné à accueillir ses membres. Le projet n'aboutira qu'en 1877 sous l'impulsion de Louis Bréton, son gendre et successeur à la présidence du Cercle.
Pendant la présidence d'Eugène Plon, le Cercle s'agrandit et acquiert l'immeuble du 31 rue Grégoire-de-Tours.
En 1886, le Cercle prend le statut de syndicat prévu par la loi du 21 mars 1884 dite loi Waldeck-Rousseau.
Plusieurs syndicats spécialisés se créent alors dans les années suivantes :
- 1889 pour le syndicat patronal de la reliure ;
- 1892 pour le Syndicat national des éditeurs et le Syndicat des libraires détaillants ;
- 1895 pour l'Union des maîtres imprimeurs de France.

Le Cercle devient alors une fédération de syndicats spécialisés.
À partir de 1908, le Cercle de la librairie lance des cours professionnels, désormais assurés par d'autres organismes.
En 1972, le Cercle participe à la création de l'Agence francophone pour la numérotation internationale du livre (AFNIL), chargée d'attribuer aux éditeurs qui publient en langue française les numéros ISBN.
En 1979 apparaît la revue Livres-Hebdo qui succède à la Bibliographie de la France.
En 1982 sont créées les Éditions du Cercle de la librairie.
En 1986 sont créés la base Electre ainsi que le système « Electre transmission », revendu en 1988 et maintenant connu sous le nom de Dilicom.
En 1989, la bibliothèque technique et les archives sont confiées à l'Institut mémoires de l'édition contemporaine.

## Le Cercle aujourd'hui
Le Cercle de la librairie est un syndicat professionnel. Il a deux filiales : l'une, la Société immobilière Grégoire-de-Tours gère les actifs immobiliers ; l'autre, Electre SA, est une entreprise de plus de 80 salariés avec trois activités principales :
- la base de données bibliographiques Electre ;
- une revue hebdomadaire, Livres-Hebdo ;
- une édition de livres, les Éditions du Cercle de la librairie.

En 2007, Electre SA a réalisé 15 millions d'euros de chiffre d'affaires, dont plus de la moitié (55 %) provenant des abonnements à Electre, 21 % des recettes publicitaires et annonces, 19 % des abonnements à Livres Hebdo et 5 % de l'activité d'éditeur.

### Éditions du Cercle de la librairie
Les Éditions du Cercle de la librairie sont créées en 1982 pour regrouper l'activité éditoriale du Cercle, qui publiait surtout jusqu'alors des répertoires de livres disponibles. Dès 1976, le Cercle publie une édition française de la classification décimale de Dewey qui dépassera les 50 000 exemplaires.
Les Éditions du Cercle de la librairie publient des ouvrages de référence et de réflexion, des manuels pratiques et des beaux livres pour les professionnels des industries du livre mais aussi pour les passionnés. Elles publient aujourd'hui un catalogue d'environ 150 titres, avec une dizaine de nouveautés par an.
Les quatre ouvrages sur les métiers du livre (éditeur, libraire, documentaliste, bibliothécaire) représentent les plus grands succès de la maison d'édition et ont connu plusieurs rééditions. Les Éditions publient également d'autres collections dont la plus étendue est la « collection Bibliothèques ». Elles sortent aussi des beaux livres comme l’Histoire de l'édition française (en quatre volumes), l’Histoire des bibliothèques françaises (en quatre volumes), l’Histoire de la librairie française et le Dictionnaire encyclopédique du livre, qui a mobilisé 725 auteurs, et dont le premier tome a été publié en 2002 et le troisième et dernier tome achevé en 2011.

## Le bâtiment
Le bâtiment historique du Cercle de la librairie est situé au 117 boulevard Saint-Germain, à l'angle de la rue Grégoire-de-Tours. Œuvre de l'architecte Charles Garnier pour le bâtiment et de l'atelier Facchina pour la frise en mosaïque de smaltes et d'ors, il est achevé fin 1879.
Le bâtiment changera plusieurs fois d'attributions. Le 12 décembre 1983 voit l'inauguration dans le bâtiment du centre culturel de l'Allemagne de l'Est. La Réunification allemande met un terme à l'existence du centre, qui ferme ses portes à la fin du mois de septembre 1990.
En 1992, l'École nationale du patrimoine s'installe dans le bâtiment, avant d'être remplacée par l'école de journalisme de Sciences Po Paris en 2004. Cette école quitte ensuite le bâtiment en 2022.